# Etapa de Guaporé de 2009 (Fórmula Truck)
A Etapa de Guaporé foi a primeira da temporada de 2009 da Fórmula Truck. O vencedor foi o piloto Felipe Giaffone, da RM Competições.

## Classificação

### Treino oficial
| Pos | Nº | Piloto            | Construtor    | Tempo    |
| --- | -- | ----------------- | ------------- | -------- |
| 1   | 04 | Felipe Giaffone   | RM-Volkswagen | 1:28.221 |
| 2   | 02 | Valmir Benavides  | RM-Volkswagen | 1:28.620 |
| 3   | 15 | Roberval Andrade  | RVR-Scania    | 1:28.635 |
| 4   | 01 | Wellington Cirino | ABF-Mercedes  | 1:28.804 |
| 5   | 03 | Geraldo Piquet    | ABF-Mercedes  | 1:29.056 |
| 6   | 09 | Renato Martins    | RM-Volkswagen | 1:29.092 |
| 7   | 10 | Vignaldo Fizio    | ABF-Mercedes  | 1:29.996 |

### Corrida
| Pos | Nº | Piloto             | Equipe        | Voltas | Tempo/Aband. | Grid | Pontos¹ |
| --- | -- | ------------------ | ------------- | ------ | ------------ | ---- | ------- |
| 1   | 4  | Felipe Giaffone    | RM-Volkswagen | 31     | 1:01:23.202  | 1    | 5 + 25  |
| 2   | 9  | Renato Martins     | Volkswagen    | 31     | +0.526       | 6    | 3 + 20  |
| 3   | 15 | Roberval Andrade   | Scania        | 31     | +1.882       | 3    | 4 + 17  |
| 4   | 2  | Valmir Benavides   | Volkswagen    | 31     | +4.603       | 2    | 2 + 14  |
| 5   | 72 | Djalma Fogaça      | Ford          | 31     | +14.154      |      | 0 + 12  |
| 6   | 3  | Geraldo Piquet     | Mercedes-Benz | 31     | +16.550      |      | 0 + 10  |
| 7   | 88 | Beto Monteiro      | Iveco         | 31     | +19.506      |      | 0 + 8   |
| 8   | 10 | Vignaldo Fizio     | Mercedes-Benz | 31     | +35.630      |      | 0 + 7   |
| 9   | 21 | José Cangueiro     | Mercedes-Benz | 31     | +37.184      |      | 0 + 6   |
| 10  | 20 | Pedro Muffato      | Scania        | 31     | +38.904      |      | 0 + 5   |
| 11  | 55 | Adilson Cajuru     | Iveco         | 31     | +58.820      |      | 0 + 4   |
| 12  | 33 | Urubatan Helou Jr. | Ford          | 30     |              |      | 0 + 3   |
| 13  | 14 | João Maistro       | Volvo         | 29     |              |      | 0 + 2   |
| 14  | 6  | Wellington Cirino  | Mercedes-Benz | 28     |              |      | 1 + 1   |
| 15  | 7  | Débora Rodrigues   | Volkswagen    | 27     |              |      |         |
| 16  | 12 | José Maria Reis    | Scania        | 27     |              |      |         |
| 17  | 56 | Danilo Dirani      | Volvo         | 24     |              |      |         |
| Ret | 11 | Diumar Bueno       | Volvo         | 12     |              |      |         |
| Ret | 28 | Fabiano Brito      | Volvo         | 11     |              |      |         |
| Ret | 80 | Vinicius Ramires   | Mercedes-Benz | 11     |              |      |         |
| Ret | 51 | Leandro Reis       | Scania        | 5      |              |      |         |

- Nota 1:  De acordo com o regulamento da temporada, são distribuidos pontos para os cinco primeiros que cruzarem a linha de chegada da 12º volta e para os 14 que cruzarem na ultima volta.